# Eduardo Gasset y Artime
Eduardo Gasset y Artime (Pontecesures, 12 de juny de 1832 - Madrid, 20 de maig de 1884) va ser un polític i periodista gallec, diputat a les Corts Espanyoles durant el sexenni democràtic i durant la restauració borbònica.

## Biografia
Va treballar des de molt jove en el Banco de San Fernando i al Ministeri d'Hisenda. Com a polític es va iniciar en 1858 en la Unió Liberal. Va ser diputat per diverses circumscripcions, principalment per Padrón. En 1865 fou nomenat governador civil de Pontevedra.
Va donar suport a la revolució de 1868 i fou elegit diputat per Santiago a les eleccions generals espanyoles de 1869, per Cambados a les eleccions de 1871 i per Padrón a les d'abril de 1872. Durant el sexenni democràtic fou regidor de l'Ajuntament de Madrid i ministre d'Ultramar en 1872, càrrec del qual dimitirà al no estar d'acord amb el Govern en l'abolició de l'esclavitud, per les conseqüències que podia tenir en la situació de Cuba i Puerto Rico.
Després de la restauració borbònica fou elegit diputat novament per Padrón a les eleccions generals espanyoles de 1879 i 1881.
Com a periodista començà col·laborant a Las Novedades i en 1855 al Semanario Pintoresco Español, del que n'arribaria a ser director i on hi publicà els poemes Duerme hijo mío, La paz del alma i Fábula. En 1862 fundà el diari El Eco del País, òrgan oficiós de la Unió Liberal i en 1867 va fundar el diari El Imparcial, de tendència liberal i va ser un dels diaris més influents a Espanya a la fi del segle xix i principis del Segle XX. Va escriure poesia i es considera del grup literari pre-becquerià. També fou un dels fundadors i accionistes de la Institución Libre de Enseñanza, i membre inicial de l'Asociación de Escritores y Artistas.
Casat amb Rafaela Chinchilla, va tenir quatre fills, entre ells el polític Rafael Gasset Chinchilla i Dolores Gasset Chinchilla, mare del filòsof José Ortega y Gasset.